# Acer pictum
Acer pictum
Espèce
Classification APG III (2009)
Statut de conservation UICN

 LC : Préoccupation mineure
Acer pictum, parfois désigné en français comme « érable peint » est un arbre d'Asie appartenant au genre Acer (érable) répandu en Extrême-Orient. La sous-espèce la plus commune est Acer pictum subsp. mono (en anglais : painted maple, en japonais 板屋楓 / itayakaede ou 蝦夷板屋 / ezoitaya, en chinois : 五角枫 / wu jiao feng, en coréen 고로쇠 / gorosoe ou 고로쇠나무 / gorosoenamu.

## Caractéristiques

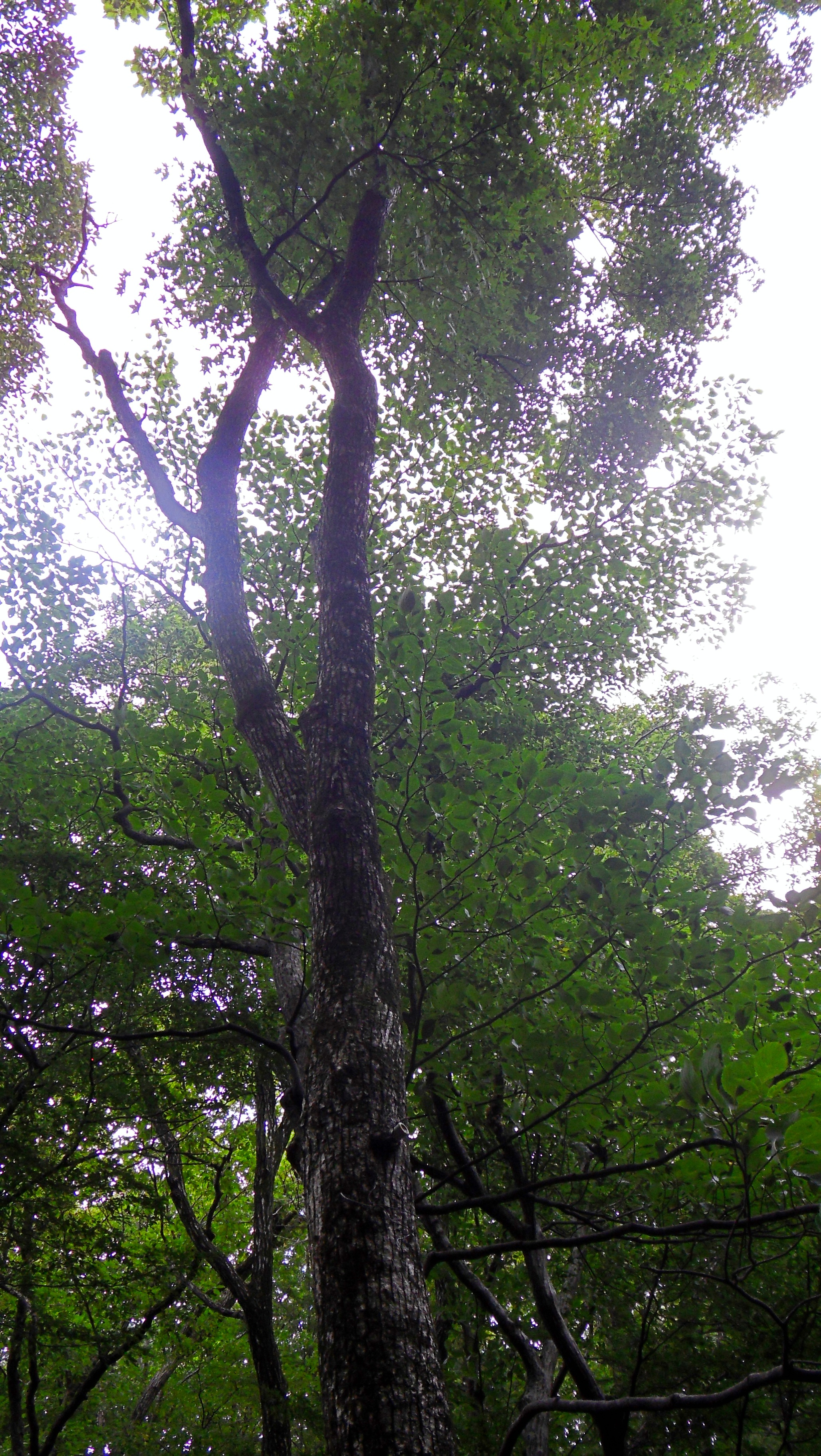
Acer pictum mono au mont Songnisan en Corée du Sud, août 2021.

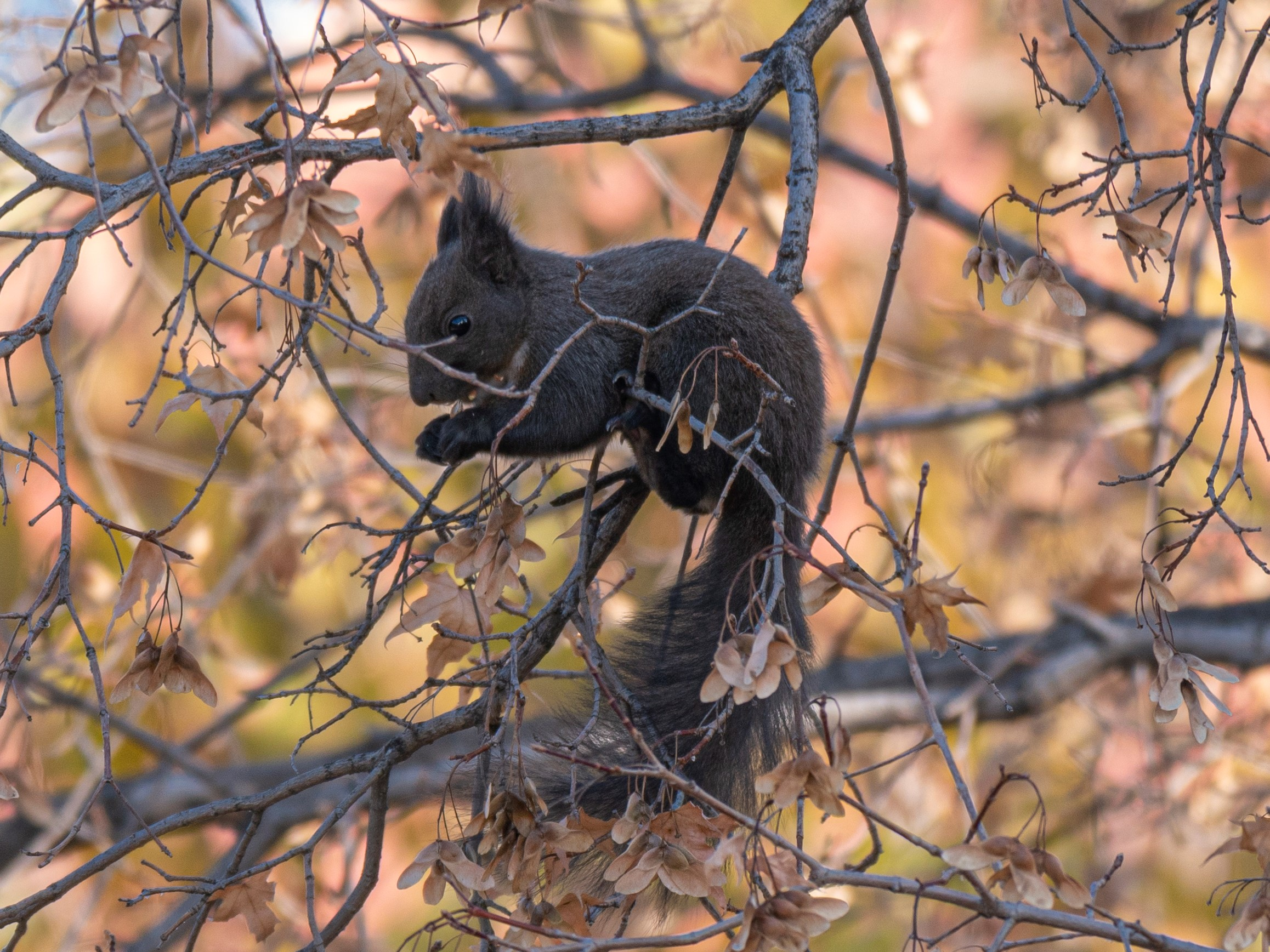
Écureuil roux mangeant un fruit dAcer pictum mono en novembre 2019.

Acer pictum mono est un arbre décidu qui peut atteindre 22 m de hauteur. Son écorce est grise, ses feuilles minces, qui atteignent 12 cm de long, sont non composées, non dentelées, avec 3, 5, 7 ou 9 lobes. C'est un des arbres les plus répandus dans les forêts de Hokkaidō : il donne des bourgeons orange vif et des fleurs jaunes qui apparaissent en mai ; son feuillage d'automne est jaune et rouge.

## Répartition
Le classement des sous-espèces a longtemps été incertain. La Flora of China reconnaît cinq sous-espèces : A. pictum macropterum, mono, pictum, pubigerum et tricuspis.
En Chine, A. pictum macropterum est répandu principalement au Sichuan et en quelques endroits du Guizhou, du Tibet et du Yunnan, pubigerum en Anhui et Zhejiang, tricuspis en Shaanxi, tandis que mono est répandu dans la plupart des provinces du nord et du centre de la Chine, du Heilongjiang aux confins du Tibet et du Yunnan ainsi que dans les forêts tempérées de Corée, Japon, Mongolie et Extrême-Orient russe.
À Hokkaidō, il dépasse rarement 700 m d'altitude mais dans certaines conditions, il peut monter jusqu'à 3000 m.

## Dans la culture
C'est à partir de la cour du régent Toyotomi Hideyoshi à la fin du XVIe siècle, pendant sa période de semi-retraite dite Taikō sama, que se répandent dans la peinture japonaise des motifs végétaux tels que le feuillage automnal d'Acer pictum.
Son bois demande une préparation longue et soigneuse car il a tendance à se replier ou à devenir craquant. Sa couleur blanche convient bien à des objets comme les kokeshi (poupées traditionnelles). Il est facile à travailler et se conserve de longues années,.

## Synonymes
Acer pictum mono a les synonymes suivants :
- Acer laetum var. parviflorum, Regel
- Acer mono, Maxim. (basionym)
- Acer pictum var. mono (Maxim.) Maxim. ex Franch.
- Acer truncatum subsp. mono (Maxim.) A. E. Murray